# 戈亚斯州邦大学

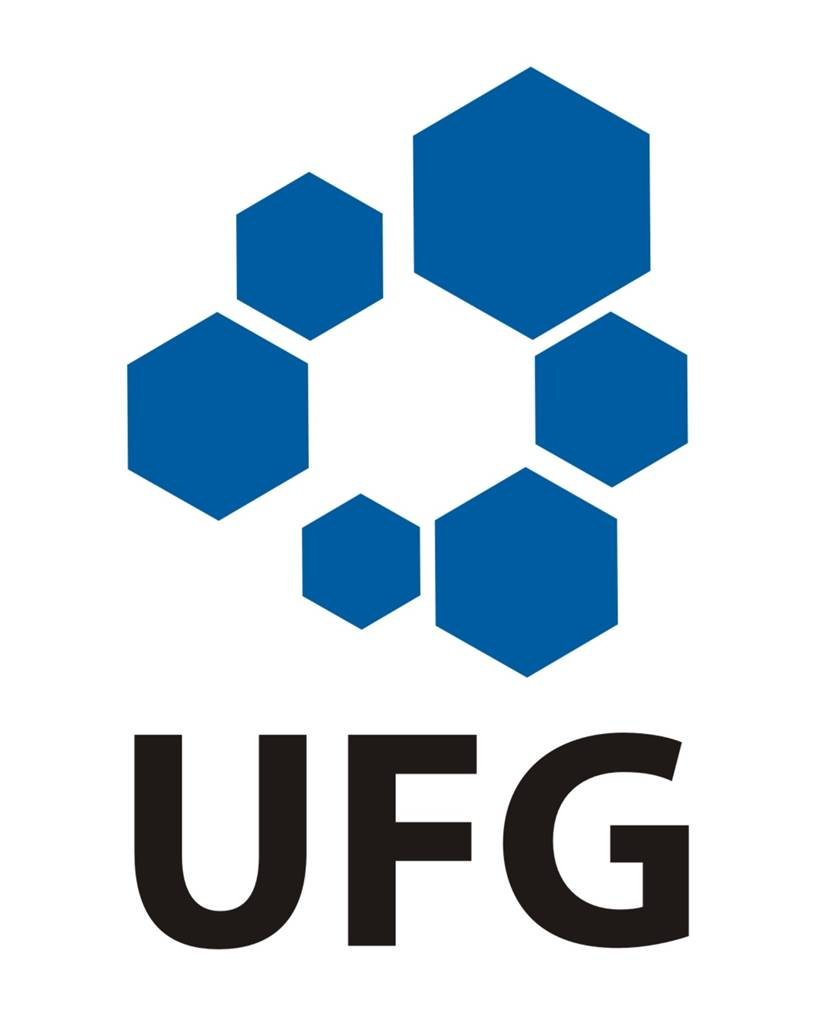
戈亚斯州邦大学

戈亚斯州邦大学（葡萄牙语：Universidade Federal de Goiás，缩写UFG），是巴西戈亚斯州戈亚尼亚的一所公立大学。戈亚斯州邦大学的规模在各联邦大学中居于首位，2010年在校本科生19,908名，研究生2,484名